# Robert Vunderink
Robert Vunderink (* 28. August 1961 in Zwolle) ist ein ehemaliger niederländischer Eisschnellläufer.

## Werdegang
Vunderink, der sich auf die Langdistanzen spezialisiert hatte, kam bei niederländischen Meisterschaften viermal auf den zweiten Platz und dreimal auf den dritten Platz. Zudem wurde er in den Jahren 1987 und 1989 niederländischer Meister über 10.000 m. International startete er erstmals in der Saison 1977/78 und lief bei der Mehrkampfeuropameisterschaft 1983 in Den Haag auf den achten Platz im Großen Vierkampf. In der Saison 1983/84 belegte er bei der Mehrkampfeuropameisterschaft 1984 in Larvik den 15. Platz und bei der Mehrkampfweltmeisterschaft 1984 in Göteborg den 25. Platz im Großen Vierkampf. Beim Saisonhöhepunkt, den Olympischen Winterspielen 1984 in Sarajevo, kam er auf den 17. Platz über 10.000 m und auf den 14. Rang über 5000 m. Im Februar 1985 errang er beim Wettbewerb "Goldener Schlittschuh" in Inzell den dritten Platz im Kleinen Vierkampf. In den folgenden Jahren nahm er an fünf Läufen im Eisschnelllauf-Weltcup teil und holte im Dezember 1991 in Heerenveen über 10.000 m seinen einzigen Weltcupsieg. Im November 1988 stellte er in Heerenveen mit 39.986,59 Meter in einer Stunde einen Stundenweltrekord auf, welchen er bis zum 24. März 1998 hielt. Letztmals international startete er bei den Olympischen Winterspielen 1992 in Albertville, wobei er als Vierter über 10.000 m um 3,79 Sekunden eine Medaille verpasste.

## Erfolge

### Olympische Spiele
- 1984 Sarajevo: 14. Platz 5000 m, 17. Platz 10.000 m
- 1992 Albertville: 4. Platz 10.000 m

### Mehrkampf-Weltmeisterschaften
- 1984 Göteborg: 25. Platz Großer Vierkampf

### Mehrkampf-Europameisterschaften
- 1983 Den Haag: 8. Platz Großer Vierkampf
- 1984 Larvik: 15. Platz Großer Vierkampf

### Weltcupsiege
| Nr. | Datum            | Ort        | Disziplin |
| --- | ---------------- | ---------- | --------- |
| 1.  | 1. Dezember 1991 | Heerenveen | 10.000 m  |

## Persönliche Bestleistungen
| Disziplin | Zeit         | Datum            | Ort        |
| --------- | ------------ | ---------------- | ---------- |
| 500 m     | 40,03 s      | 17. Februar 1985 | Inzell     |
| 1000 m    | 1:18,60 min  | 17. Februar 1985 | Inzell     |
| 1500 m    | 1:59,23 min  | 20. März 1982    | Alma Ata   |
| 3000 m    | 4:05,83 min  | 21. März 1982    | Alma Ata   |
| 5000 m    | 6:51,43 min  | 2. Januar 1992   | Heerenveen |
| 10.000 m  | 14:02,34 min | 1. Dezember 1991 | Heerenveen |